# 米克·温格特
米克·温格特（英語：Mick Wingert，1974年7月4日—)，是一名美國男喜劇演員和歌手。他已被提名了兩座金球獎。

## 影視作品
| 年份 | 片名      | 原名 | 角色                    | 註 |
| ---- | --------- | ---- | ----------------------- | -- |
| 2016 | 功夫熊貓3 |      |                         |    |
| 2021 | 奧術      |      | 漢默丁格 (Heimerdinger) |    |

## 外部連結
- 米克·温格特在互联网电影资料库（IMDb）上的資料（英文）
- 在AllMovie上米克·温格特的頁面（英文）